# Chłapkowy Potok
Chłapkowy Potok – potok w Gorcach, dopływ Łopuszanki. Wypływa spod polany Jankówki na wysokości ok. 1000 m n.p.m. Spływa po północno-wschodniej stronie grzbietu Wyżniej, opływa Groń po północnej i zachodniej stronie, przepływa przez Chłapkową Polanę i na należącym do Łopusznej osiedlu Średni Zarębek uchodzi do Łopuszanki jako jej lewy dopływ. Największym dopływem Chłapkowego Potoku jest potok opływający Groń po wschodniej stronie i uchodzący do Chłapkowego Potoku nieco poniżej Chłapkowej Polany.
Wzdłuż Chłapkowego Potoku poprowadzono ścieżkę edukacyjną pt. „Z Łopusznej na Jankówki”. Prowadzi ona ulubionymi szlakami Seweryna Goszczyńskiego, który z dworu Tetmajerów w Łopusznej często chodził tędy w Gorce. Ścieżka rozpoczyna się przy Chłapkowej Polanie (jest tutaj tablica informacyjna) i prowadzi wzdłuż koryta Chłapkowego Potoku obok ukrytego wśród lasów na polanie przysiółka Koszary Łopuszańskie, następnie przez stoki Wyżniej na widokową polanę Jankówki.
Górna część Chłapkowego Potoku znajduje się na obszarze Gorczańskiego Parku Narodowego, a cały bieg potoku we wsi Łopuszna w gminie Nowy Targ, powiecie nowotarskim w województwie małopolskim.

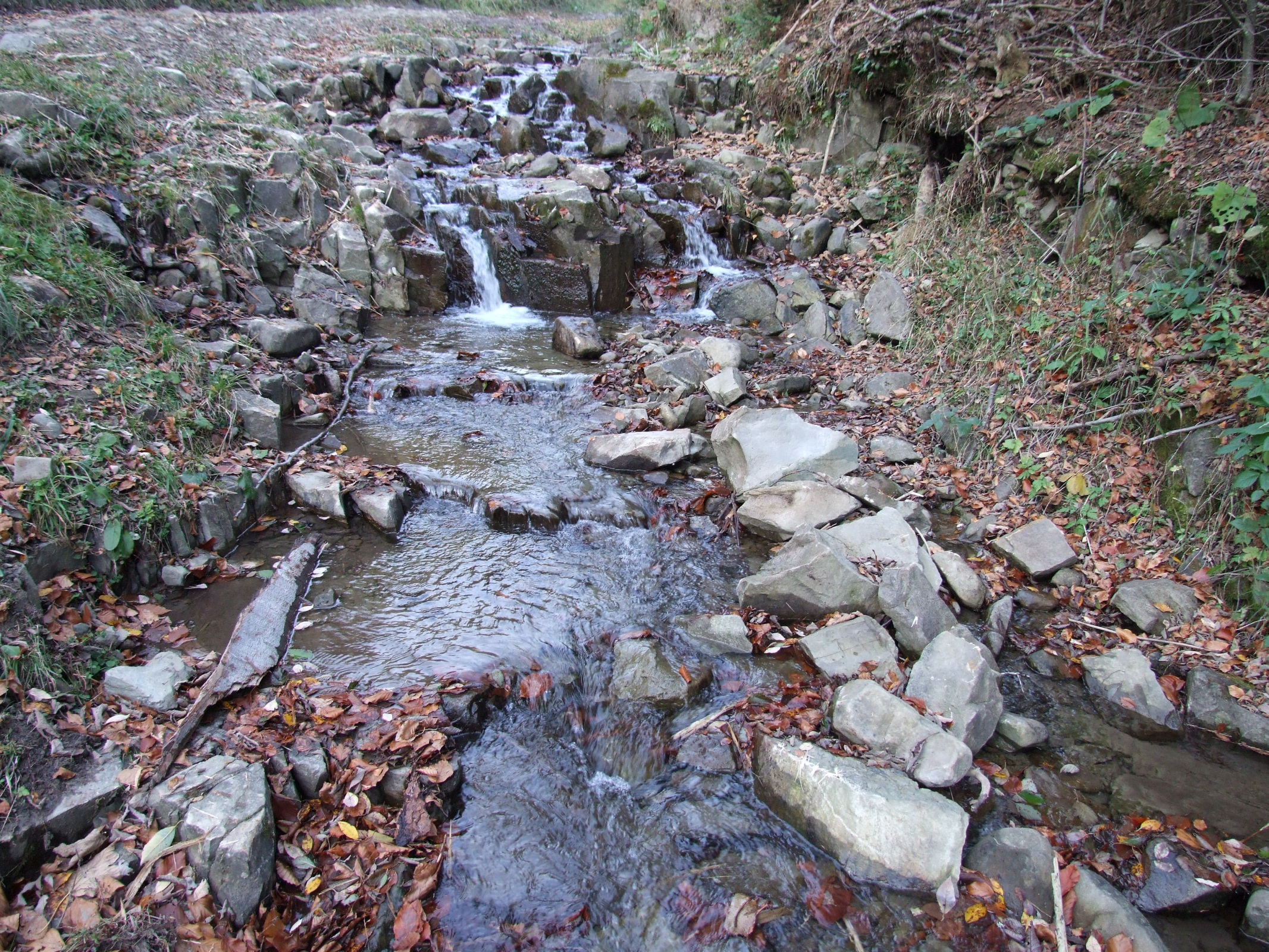
Chłapkowy Potok przy Chłapkowej Polanie
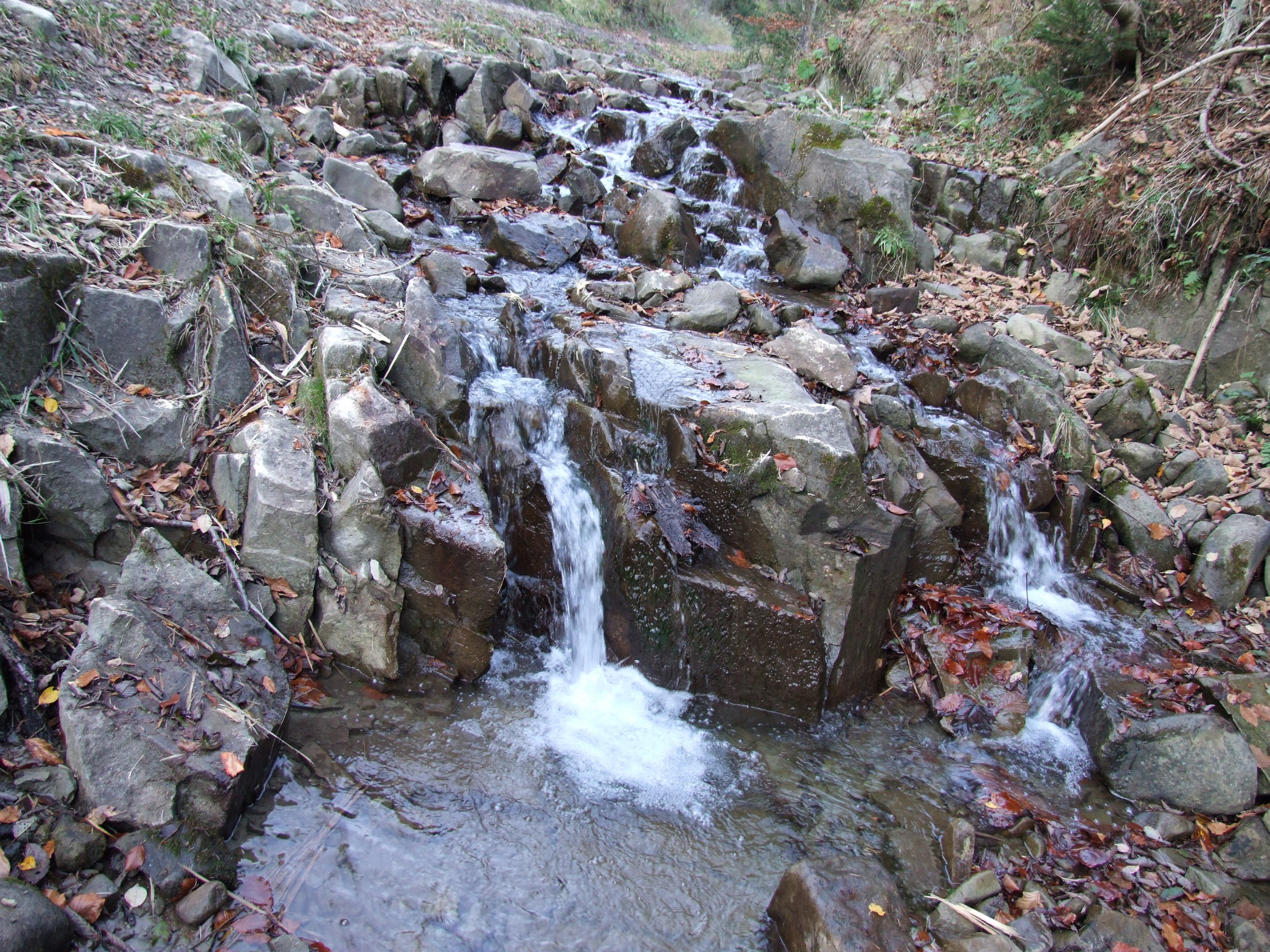
Chłapkowy Potok przy Chłapkowej Polanie